# Paulo Vitor Barreto
Paulo Vitor Barreto de Souza, más conocido como Barreto (nacido el 12 de julio de 1985, en Río de Janeiro; Brasil), es un futbolista brasileño. Juega como delantero y su equipo actual es el Gozzano de la Serie C de Italia.

## Carrera

### Inicios en Treviso y Udinese
Barreto inició su carrera en el año 2003, cuando fue promovido al primer equipo del Treviso. Después de anotar 12 goles en la temporada 2004-05 con el Treviso, firmó por el Udinese Calcio, que le dio la oportunidad no sólo de marcar en la serie a italiana, sino también en la Copa de la UEFA, competición en la que le marcó dos goles al RC Lens durante la temporada 2005-06. Para la temporada 2007-08 Barreto regresó cedido al Treviso, con el que anotó 14 goles ese año.

### Bari
Barreto fue cedido a préstamo al Bari para disputar la temporada 2008-09. En la Serie B anotó 23 goles, ayudando a su equipo a ascender a la Serie A como campeón del torneo. En la temporada 2009-10 su préstamo se extendió. En la Serie A anotó 14 goles, siendo el séptimo máximo goleador de la temporada. El 25 de junio de 2010, firmó un acuerdo de copropiedad con el Udinese, siendo el Bari dueño de la mitad del pase de Barreto.
En la próxima temporada aunque el equipo recuperó a Vitali Kutuzov, las partidas de los defensas Andrea Ranocchia y Leonardo Bonucci, afectaron el rendimiento del equipo, acabando últimos en la liga.  En la temporada Barreto solo anotó 4 goles, viéndose afectado por lesiones en los partidos contra el Parma y el Palermo.
El 24 de julio de 2011, el Udinese se convirtió en el dueño del jugador, al comprar todo su pase.
Luego de una pausa en su carrera desde diciembre de 2015, cuando su contrato con el Venezia terminó, Barreto regresó a las canchas y fichó por el Gozzano para la temporada 2019-20.

## Clubes
| Club    | País   | Año             |
| ------- | ------ | --------------- |
| Treviso | Italia | 2003 - 2005     |
| Udinese | Italia | 2005 - 2007     |
| Treviso | Italia | 2007 - 2008     |
| Bari    | Italia | 2008 - 2011     |
| Udinese | Italia | 2011 - 2013     |
| Torino  | Italia | 2013 - 2015     |
| Venezia | Italia | 2015            |
| Gozzano | Italia | 2019 - Presente |

## Estadísticas
| Equipo  | Partidos | Goles |
| ------- | -------- | ----- |
| Treviso | 64       | 26    |
| Udinese | 66       | 11    |
| Bari    | 79       | 43    |
| Total   | 209      | 80    |

## Palmarés

### Campeonatos nacionales
| Título  | Club | País   | Año     |
| ------- | ---- | ------ | ------- |
| Serie B | Bari | Italia | 2008-09 |